# Southern Air (альбом)
Southern Air (с англ. «Южный воздух») — восьмой студийный альбом американской группы Yellowcard, выпущенный 14 августа 2012 года.

## Отзывы критиков
Альбом получил в целом положительные отзывы критиков и получил 83 балла на Metacritic. Alter The Press и Under The Gun дали альбому максимальную оценку.
Southern Air стал лучшим альбомом 2012 года по результатам голосования читателей PureVolume. Также Alter The Press признал его лучшим альбомом 2012 года.

## Список композиций
Все тексты написаны Райаном Ки («Here I Am Alive» совместно с Патриком Стампом), вся музыка написана группой Yellowcard.
| №                   | Название                                                                                            | Длительность |
| ------------------- | --------------------------------------------------------------------------------------------------- | ------------ |
| 1.                  | «Awakening»                                                                                         | 4:23         |
| 2.                  | «Surface of the Sun»                                                                                | 3:43         |
| 3.                  | «Always Summer»                                                                                     | 3:10         |
| 4.                  | «Here I Am Alive» (feat. Тей Жардин из We Are The In Crowd)                                         | 3:33         |
| 5.                  | «Sleep in the Snow»                                                                                 | 4:02         |
| 6.                  | «A Vicious Kind»                                                                                    | 3:53         |
| 7.                  | «Telescope» (feat. Алекс Гаскарт из All Time Low, Тей Жардин из We Are The In Crowd и Кэсседи Поуп) | 3:52         |
| 8.                  | «Rivertown Blues»                                                                                   | 3:34         |
| 9.                  | «Ten»                                                                                               | 4:47         |
| 10.                 | «Southern Air»                                                                                      | 4:22         |
| Общая длительность: | Общая длительность:                                                                                 | 39:19        |

| №   | Название                   | Длительность |
| --- | -------------------------- | ------------ |
| 11. | «Fix You (Coldplay cover)» | 4:48         |

## Участники записи
- Райан Ки — вокал, ритм-гитара
- Шон Маккин — скрипка, бэк-вокал
- Райан Мендез — соло-гитара, бэк-вокал
- Джошуа Портмэн — бас-гитара
- Лонгинью Парсонс III — ударные

### Приглашённые музыканты
- Алекс Гаскарт — бэк-вокал
- Кэсседи Поуп — бэк-вокал
- Тэй Жардин — бэк-вокал

## Позиции в чартах
| Чарт                              | Наивысшее место |
| --------------------------------- | --------------- |
| Australian Albums Chart           | 30              |
| Austrian Albums Chart             | 75              |
| UK Albums Chart                   | 60              |
| U.S. Billboard 200                | 10              |
| U.S. Billboard Rock Albums        | 2               |
| U.S. Billboard Alternative Albums | 2               |
| U.S. Billboard Independent Albums | 2               |
| U.S. Billboard Vinyl Albums       | 2               |
| U.S. Billboard Internet Albums    | 3               |
| U.S. Billboard Digital Albums     | 5               |
| U.S. Billboard Tastemaker Albums  | 9               |

### Синглы
| Сингл           | Чарт                                     | Наивысшее место |
| --------------- | ---------------------------------------- | --------------- |
| «Always Summer» | U.S. Billboard Rock Digital Songs        | 29              |
| «Always Summer» | U.S. Billboard Alternative Digital Songs | 17              |